# 交響曲第3番 (ミヨー)
交響曲第3番『テ・デウム』 作品271は、ダリウス・ミヨーが1946年に作曲した交響曲。

## 概要
フランス放送からテ・デウム作曲の依頼を受けて書かれた。最初にリュリのテ・デウムとベルリオーズのテ・デウムを調べたものの、彼らのものは参考にできないと判断したため、アンブロジオ賛歌をテキストに用いることに決めた。初演は1947年にフランス放送により行われた。

## 楽器編成
フルート2、ピッコロ、クラリネット2、オーボエ2、イングリッシュホルン、小クラリネット、クラリネット2、バスクラリネット、ファゴット2、コントラファゴット、トランペット3、トロンボーン3、チューバ、ティンパニ、打楽器、ハープ、弦五部、混声四部合唱、

## 楽曲構成
声楽が入るのは第2、第4楽章楽章のみで、前者には歌詞がなく、声楽を楽器のように扱っている。
第1楽章 Fièrement （大胆に）
調性的な低弦による主題で開始され、第5小節で自由な変奏が行われる。39小節で冒頭の主題を変化させたものが現れた後、ホルンと木管による旋律を経て中間部に移行する。中間部では第4楽章の「テ・デウム」にどことなく似た主題が弦と木管により現れる。最後は全合奏で幕を閉じる。演奏時間約5分。
第2楽章 Très recueilli （非常に内省的に）
弦と金管の上で、合唱が歌い出す。転調を経てイングリッシュホルンの旋律にバスクラリネットとバスが答える。この主題は弦の合奏で幕を閉じた後、ホルンを伴った合唱による主題が4回繰り返されて第一部が締めくくられる。第2部では冒頭の主題の変形が提示され、フルートによる旋律で曲を閉じる。演奏時間は約10分35秒。
第3楽章 Pastolale （田園風に）
4小節の明快で短い主題で開始され、これにオーボエが答える。その後第1ヴァイオリンとフルートが冒頭の主題を少し変形させた旋律を奏でる。演奏時間は約3分45秒。
第4楽章 Hymnus Ambrosianus （アンブロジオ賛歌）
短い前奏の後、テノールが歌い出す。演奏時間は約12分5秒。